# Arte degli Albergatori
L'Arte degli Albergatori è stata una delle Arti Minori delle corporazioni di arti e mestieri di Firenze.

## Storia

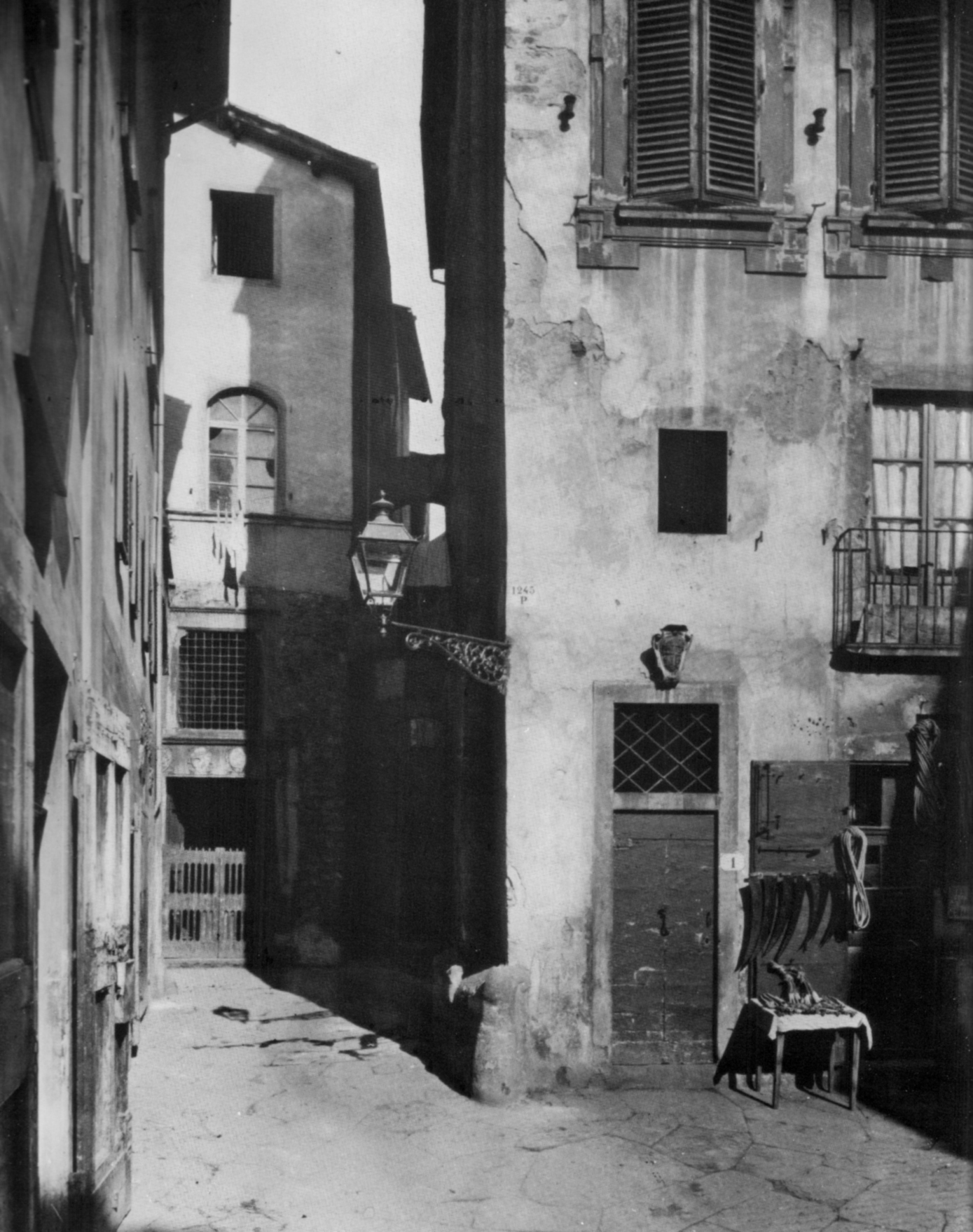
La sede dell'Arte degli Albergatori a sinistra, in una foto anteriore alle demolizioni

Dei primi statuti dell'Arte sono datati 1288. Dal 1306 era richiesta la registrazione dei nomi degli ospiti, per evidenti necessità di pubblica sicurezza, come avviene ancora oggi. Nel 1322 gli albergatori riformarono una "società e collegio di proprietari d'alberghi nella città e nel contado di Firenze".
L'arte disponeva di una propria sede allo sbocco di via Lontamorti sulla piazza del Monte di Pietà, che venne distrutta nel Risanamento di Firenze verso il 1890. Ricordata da alcuni disegni e fotografie, ne fu comunque smontato il portale con gli stemmi dell'Arte e della città di Firenze, ed è oggi conservato nella foresteria del Museo di San Marco. Le feste dell'Arte erano celebrate nella chiesa di Santa Cecilia. 
Il duca Alessandro I dei Medici nel 1534 decise di riformarne gli statuti, riducendole a semplici associazioni di mestiere, senza più alcuna rilevanza sul piano politico. L'"Università dei Linaioli", che riunì gli appartenenti alle Arti dei Linaioli, Rigattieri, Vinattieri e Albergatori, era governata da sei consoli ed ebbe per protettore san Marco; l'insegna adottata fu lo stemma bianco e rosso già dei Linaioli e la sede venne spostata più volte, finché nel 1703 venne stabilita sotto gli Uffizi, insieme a quella dei Fabbricanti e di Por San Piero.
Nel 1770 Pietro Leopoldo soppresse tutte le Arti istituendo la Camera di Commercio.

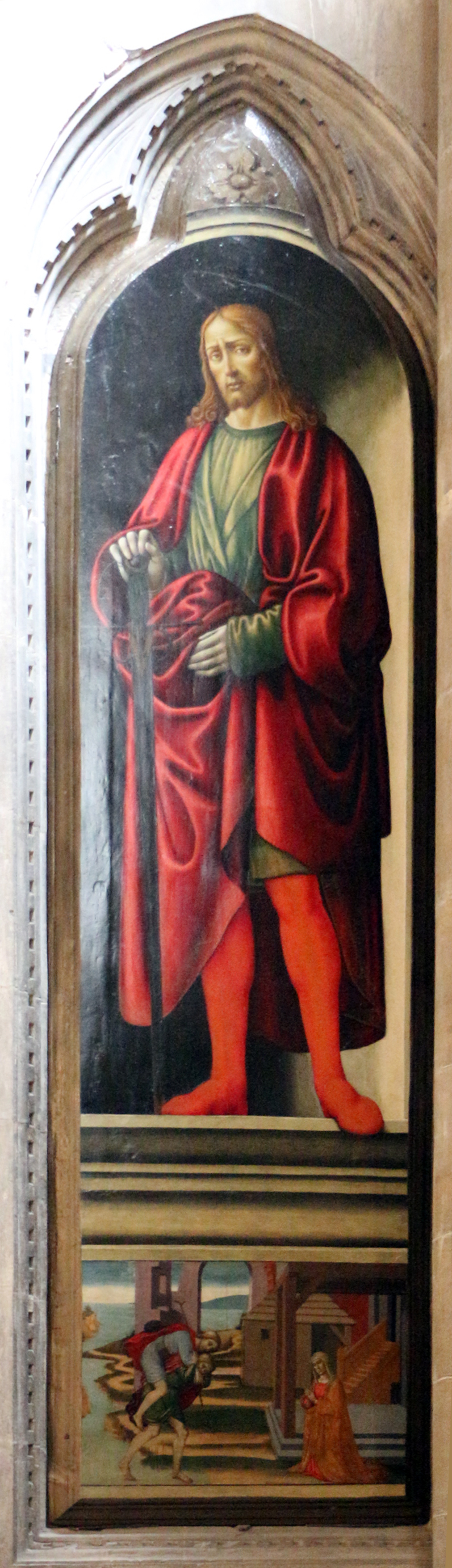
San Giuliano di Jacopo del Sellaio, in Orsanmichele

## Organizzazione interna
L'Arte era guidata da due rettori e un gonfaloniere.
Osti (dell'Arte dei Vinattieri) e albergatori offrivano vitto e alloggio a pellegrini, mercanti e visitatori della città. La stella rossa dell'Arte contrassegnava le insegne degli alberghi, come richiesto dallo statuto della corporazione, accanto alle più svariate figure che caratterizzavano ciascun esercizio. Le strutture erano sempre dotate di stalle per i cavalli e i muli, dotate di acqua e biada. Esistevano accomodazioni per tutte le tasche: da quelli da pochi spiccioli a quelli frequentati da ambasciatori, nobili, capitani di ventura ed ecclesiastici in visita. I soldati di ventura, quando non esistevano ancora alloggi per le truppe, erano tenuti a spese del Comune nelle locande della zona di Borgo San Lorenzo, spesso raggruppati per zona d'origine e nazione.

## Membri celebri
Alcune locande hanno finito per restare nella toponomastica cittadina, come l'Albergo dei Tre Re, nella tuttora esistente piazza dei Tre Re, o quella in via dell'Osteria del Guanto.

## Patronati
La corporazione scelse come proprio protettore san Giuliano l'Ospitaliere, per la sua vita dedicata all'accoglienza. Non possedeva una statua in Orsanmichele, ma all'interno decorò un pilastro con una grande tavola di Jacopo del Sellaio.